# Seth Gamble
Seth Gamble, pseudonimo di Seth Craig Abbe (Hollywood, 10 febbraio 1988), è un attore pornografico statunitense.

## Biografia e carriera pornografica
Seth Gamble è nato ad Hollywood ma è cresciuto a Fortt Lauderdale. Dopo un inizio come spogliarellista, è entrato nell'industria pornografica all'età di 18 anni iniziando a lavorare con Bangbros.
Nel 2020 ha ottenuto il suo primo XRCO Award come Best Actor e ha, inoltre, ottenuto lo stesso premio per due anni consecutivi agli AVN Awards.
Nel 2021 ha diretto la sua prima scena per Wicked, The Red Room. Nella sua lunga carriera ha girato quasi 2000 scene, ottenendo 18 premi.

## Vita privata
Ha sposato la collega Kenzie Taylor.

## Riconoscimenti
AVN Awards
- 2011 – Best Male Newcomer[9]
- 2019 – Best Actor - Feature per Deadpool XXX: An Axel Braun Parody[10]
- 2020 – Best Leading Actor per Perspective[11]
- 2021 – Best Group Sex Scene per Climax con Angela White, Whitney Wright, Britney Amber, Jane Wilde, Avi Love, India Summer, Codey Steele, Ryan Driller e Eric Masterson[12]
- 2021 – Best Leading Actor per A Killer On The Loose[13]
- 2023 - Male Performer of the Year[14]
- 2023 – Best Leading Actor per Going Up[15]
- 2025 - Best Actor - Featurette per A Loving Home Enviroment[16]
- 2025 - Best Three-Way Sex Scene per Gold Diggers con Kimmy Granger e Adria Rae[17]

XBIZ Awards
- 2013 – Best Actor - Parody Release per Star Wars XXX: A Porn Parody[18]
- 2014 – Best Actor - Parody Release per Grease XXX: A Parody[19]
- 2019 – Best Actor - Comedy Release per Deadpool XXX: An Axel Braun Parody[20]
- 2019 – Best Supporting Actor per The Cursed XXX[21]
- 2020 – Male Performer Of The Year[22]
- 2020 – Best Actor - Feature Movie per Perspective[23]
- 2021 – Best Acting - Supporting per A Killer On The Loose[24]
- 2022 – Best Scene - Feature Movie per Black Widow XXX: An Axel Braun Parody con Lacy Lennon, Elena Koshka e Seth Gamble[25]
- 2023 - Male Performer Of The Year[26]
- 2023 - Best Sex Scene-All-Sex per Money con Vanna Bardot[27]
- 2023 - Best Sex Scene - Feauture Movie per Drift con Maitland Ward e Mick Blue[28]
- 2024 - Performer of the Year[29]
- 2025 - Best Sex Scene - Couples - Themed Movie per American Stud con Aiden Ashley[30]
- 2025 - Best Sex Scene - Featurette per Do Unto Others con Demi Hawks[31]

XRCO Award
- 2020 – Best Actor per Perspective[32]
- 2021 – Best Actor per A Killer On The Loose[33]
- 2023 – Best Actor per Going Up[34]
- 2025 - Male Performer of the Year[35]